# Élections départementales de 2015 en Haute-Corse
Les élections départementales ont lieu les 22 et 29 mars 2015.

## Contexte départemental

### Assemblée départementale sortante
Avant les élections, le conseil général de la Haute-Corse est présidé par François Orlandi (PRG). 
Il comprend 30 conseillers généraux issus des 30 Haute-Corse. 
Après le redécoupage cantonal de 2014, ce sont 30 conseillers qui seront élus au sein des 15 nouveaux cantons de la Haute-Corse.
| Parti                             | Sigle | Sigle | Élus |
| --------------------------------- | ----- | ----- | ---- |
| Majorité (21 sièges)              |       |       |      |
| Parti radical de gauche           |       | PRG   | 10   |
| Divers gauche                     |       | DVG   | 5    |
| Parti socialiste                  |       | PS    | 4    |
| Sans étiquette                    |       | SE    | 1    |
| Divers droite                     |       | DVD   | 1    |
| Opposition (9 sièges)             |       |       |      |
| Divers droite                     |       | DVD   | 4    |
| Union pour un mouvement populaire |       | UMP   | 4    |
| Mouvement démocrate               |       | MoDem | 1    |
| Président du conseil général      |       |       |      |
| François Orlandi (PRG)            |       |       |      |

### Assemblée départementale élue
| Parti                              | Sigle | Sigle | Élus |
| ---------------------------------- | ----- | ----- | ---- |
| Majorité (20 sièges)               |       |       |      |
| Divers gauche                      |       | DVG   | 9    |
| Parti radical de gauche            |       | PRG   | 7    |
| Sans étiquette                     |       | SE    | 2    |
| Divers droite                      |       | DVD   | 2    |
| Opposition (6 sièges)              |       |       |      |
| Divers droite                      |       | DVD   | 3    |
| Union pour un mouvement populaire  |       | UMP   | 3    |
| Nationalistes (3 sièges)           |       |       |      |
| Femu a Corsica                     |       | FC    | 3    |
| Non-inscrits (1 siège)             |       |       |      |
| Mouvement corse-démocrate          |       | MCD   | 1    |
| Président du conseil départemental |       |       |      |
| François Orlandi (PRG)             |       |       |      |

## Résultats à l'échelle du département

### Résultats par nuances du ministère de l'Intérieur
Les nuances utilisées par le ministère de l'Intérieur ne tiennent pas compte des alliances locales.
| Binômes     | Binômes     | Premier tour | Premier tour | Second tour | Second tour | Sièges |
| Binômes     | Binômes     | Voix         | %            | Voix        | %           | Sièges |
| ----------- | ----------- | ------------ | ------------ | ----------- | ----------- | ------ |
|             | DVG         | 27 094       | 41,13        | 16 790      | 48,35       | 16     |
|             | PRG         | 3 699        | 5,62         | 4 259       | 12,26       | 0      |
|             | PS          | 2 923        | 4,44         | 806         | 2,32        | 0      |
|             | FG          | 2 732        | 4,15         |             |             |        |
|             | PCF         | 1 425        | 2,16         |             |             |        |
| Gauche      | Gauche      | 37 873       | 57,50        | 21 855      | 62,93       | 16     |
|             |             |              |              |             |             |        |
|             | DVD         | 8 756        | 13,29        | 5 128       | 14,77       | 6      |
|             | UMP         | 5 223        | 7,93         | 4 610       | 13,28       | 4      |
| Droite      | Droite      | 13 979       | 21,22        | 9 738       | 28,05       | 10     |
|             |             |              |              |             |             |        |
|             | Divers      | 10 359       | 15,72        | 3 132       | 9,02        | 4      |
|             |             |              |              |             |             |        |
|             | FN          | 3 665        | 5,56         |             |             |        |
|             |             |              |              |             |             |        |
| Inscrits    | Inscrits    | 122 051      | 100,00       | 61 153      | 100,00      |        |
| Abstentions | Abstentions | 52 868       | 43,32        | 24 478      | 40,03       |        |
| Votants     | Votants     | 69 183       | 56,68        | 36 675      | 59,97       |        |
| Blancs      | Blancs      | 2 020        | 2,92         | 1 127       | 3,07        |        |
| Nuls        | Nuls        | 1 287        | 1,86         | 823         | 2,24        |        |
| Exprimés    | Exprimés    | 65 876       | 95,22        | 34 725      | 94,68       |        |

### Résultats par canton
| Canton                | Conseiller sortant          | Parti                    | Parti       | Conseiller élu              | Parti           | Parti           |
| --------------------- | --------------------------- | ------------------------ | ----------- | --------------------------- | --------------- | --------------- |
| Alto-di-Casaconi      | Jean-Marie Vecchioni        |                          | DVG         | Canton supprimé             | Canton supprimé | Canton supprimé |
| Bastia-1              | Jean-Louis Milani           |                          | UMP         | Vanina Le Bomin             |                 | FC              |
| Bastia-1              | Jean-Louis Milani           | Michel Rossi             | UMP         |                             | DVD             |                 |
| Bastia-2              | Henri Zuccarelli*           |                          | PRG         | Anne Avenoso                |                 | FC              |
| Bastia-2              | Henri Zuccarelli*           | Jean-Louis Milani        | PRG         |                             | UMP             |                 |
| Bastia-3              | Jean-Jacques Vendasi*       |                          | PRG         | Joseph Gandolfi             |                 | FC              |
| Bastia-3              | Jean-Jacques Vendasi*       | Marie-Claire Poggi       | PRG         |                             | MCD             |                 |
| Bastia-4              | Jean-Baptiste Raffalli*     |                          | PRG         | Coralie Pruneta-Leca        |                 | DVG             |
| Bastia-4              | Jean-Baptiste Raffalli*     | Michel Simonpietri       | PRG         |                             | DVG             |                 |
| Bastia-5              | Éric Calloni*               |                          | PRG         | Canton supprimé             | Canton supprimé | Canton supprimé |
| Bastia-6              | Joseph Martelli             |                          | PRG         | Canton supprimé             | Canton supprimé | Canton supprimé |
| Belgodère             | Pierre-Marie Mancini        |                          | PS          | Canton supprimé             | Canton supprimé | Canton supprimé |
| Biguglia-Nebbio       | Canton créé                 | Canton créé              | Canton créé | Muriel Beltran              |                 | UMP             |
| Biguglia-Nebbio       | Canton créé                 | Canton créé              | Canton créé | Claudy Olmeta               |                 | UMP             |
| Borgo                 | Jean-Baptiste Dominici      |                          | DVD         | Jean Dominici               |                 | DVD             |
| Borgo                 | Jean-Baptiste Dominici      | Charlotte Terrighi       | DVD         |                             | DVD             |                 |
| Bustanico             | Dominique Vannucci*         |                          | PS          | Canton supprimé             | Canton supprimé | Canton supprimé |
| Calenzana             | Pierre Guidoni*             |                          | DVD         | Canton supprimé             | Canton supprimé | Canton supprimé |
| Calvi                 | Jean-Toussaint Guglielmacci |                          | SE          | Jean-Toussaint Guglielmacci |                 | SE              |
| Calvi                 | Jean-Toussaint Guglielmacci | Élisabeth Santelli       | SE          |                             | SE              |                 |
| Campoloro-di-Moriani  | Henriette Danti*            |                          | DVG         | Canton supprimé             | Canton supprimé | Canton supprimé |
| Cap Corse             | Canton créé                 | Canton créé              | Canton créé | François Orlandi            |                 | PRG             |
| Cap Corse             | Canton créé                 | Canton créé              | Canton créé | Sylvie Retali-Aandreani     |                 | PRG             |
| Capobianco            | François Orlandi            |                          | PRG         | Canton supprimé             | Canton supprimé | Canton supprimé |
| Casinca-Fumalto       | Canton créé                 | Canton créé              | Canton créé | Yannick Castelli            |                 | PRG             |
| Casinca-Fumalto       | Canton créé                 | Canton créé              | Canton créé | Michèle Vincentelli         |                 | PRG             |
| Castagniccia          | Canton créé                 | Canton créé              | Canton créé | Émilie Albertini-Franceschi |                 | PRG             |
| Castagniccia          | Canton créé                 | Canton créé              | Canton créé | Marc-Antoine Nicolaï        |                 | PRG             |
| Castifao-Morosaglia   | Jacques Costa               |                          | PRG         | Canton supprimé             | Canton supprimé | Canton supprimé |
| La Conca-d'Oro        | Claudy Olmeta               |                          | DVD         | Canton supprimé             | Canton supprimé | Canton supprimé |
| Corte                 | Pierre-Joseph Ghionga       |                          | DVG         | Pierre Ghionga              |                 | DVG             |
| Corte                 | Pierre-Joseph Ghionga       | Marie-Xavière Perfettini | DVG         |                             | DVG             |                 |
| Fiumalto-d'Ampugnani  | Ours-Pierre Grimaldi*       |                          | UMP         | Canton supprimé             | Canton supprimé | Canton supprimé |
| Fiumorbo-Castello     | Canton créé                 | Canton créé              | Canton créé | Marinette Filippi           |                 | DVG             |
| Fiumorbo-Castello     | Canton créé                 | Canton créé              | Canton créé | Pierre Siméon de Buochberg  |                 | DVD             |
| Ghisonaccia           | Canton créé                 | Canton créé              | Canton créé | Francis Giudici             |                 | PRG             |
| Ghisonaccia           | Canton créé                 | Canton créé              | Canton créé | Marie-Ange Pergola          |                 | DVG             |
| Ghisoni               | Francis Giudici             |                          | PRG         | Canton supprimé             | Canton supprimé | Canton supprimé |
| Golo-Morosaglia       | Canton créé                 | Canton créé              | Canton créé | Catherine Cognetti-Turchini |                 | DVG             |
| Golo-Morosaglia       | Canton créé                 | Canton créé              | Canton créé | Jean-Marie Vecchioni        |                 | DVG             |
| Haut-Nebbio           | Claude Flori                |                          | MoDem       | Canton supprimé             | Canton supprimé | Canton supprimé |
| L'Île-Rousse          | Hyacinthe Mattei            |                          | PS          | Pierre-Marie Mancini        |                 | DVG             |
| L'Île-Rousse          | Hyacinthe Mattei            | Antoinette Salducci      | PS          |                             | DVG             |                 |
| Moïta-Verde           | Ange Fraticelli*            |                          | UMP         | Canton supprimé             | Canton supprimé | Canton supprimé |
| Niolu-Omessa          | Jean-Baptiste Castellani    |                          | UMP         | Canton supprimé             | Canton supprimé | Canton supprimé |
| Orezza-Alesani        | Luc-Antoine Marsily*        |                          | DVD         | Canton supprimé             | Canton supprimé | Canton supprimé |
| Prunelli-di-Fiumorbo  | Pierre Siméon de Buochberg  |                          | DVD         | Canton supprimé             | Canton supprimé | Canton supprimé |
| Sagro-di-Santa-Giulia | Ange-Pierre Vivoni*         |                          | PS          | Canton supprimé             | Canton supprimé | Canton supprimé |
| San-Martino-di-Lota   | Jean-Jacques Padovani       |                          | DVG         | Canton supprimé             | Canton supprimé | Canton supprimé |
| Venaco                | Michel Mezzadri*            |                          | DVG         | Canton supprimé             | Canton supprimé | Canton supprimé |
| Vescovato             | Joseph Castelli*            |                          | PRG         | Canton supprimé             | Canton supprimé | Canton supprimé |
| Vezzani               | Paul-Jean Peraldi*          |                          | PRG         | Canton supprimé             | Canton supprimé | Canton supprimé |

*Conseillers généraux sortants ne se représentant pas

## Résultats par canton

### Canton de Bastia-1
| Candidats   | Candidats            | Partis      | Partis      | Premier tour | Premier tour | Second tour | Second tour |
| Candidats   | Candidats            | Partis      | Partis      | Voix         | %            | Voix        | %           |
| ----------- | -------------------- | ----------- | ----------- | ------------ | ------------ | ----------- | ----------- |
| 1           | Vanina Le Bomin      |             | FC          | 1 548        | 50,57        | 2 033       | 71,61       |
| 1           | Michel Rossi         |             | DVD         | 1 548        | 50,57        | 2 033       | 71,61       |
| 2           | Laura Albertini      |             | PS          | 531          | 17,35        | 806         | 28,39       |
| 2           | Jean Geronimi        |             | PS          | 531          | 17,35        | 806         | 28,39       |
| 3           | Emmanuelle Mariini   |             | PCF         | 388          | 12,68        |             |             |
| 3           | Francis Riolacci     |             | PCF         | 388          | 12,68        |             |             |
| 4           | Michèle Maestracci   |             | CL          | 201          | 6,57         |             |             |
| 4           | Maxime Poli          |             | CL          | 201          | 6,57         |             |             |
| 5           | Christophe Canioni   |             | FN          | 393          | 12,84        |             |             |
| 5           | Stéphanie Giacometti |             | FN          | 393          | 12,84        |             |             |
|             |                      |             |             |              |              |             |             |
| Inscrits    | Inscrits             | Inscrits    | Inscrits    | 6 350        | 100,00       | 6 350       | 100,00      |
| Abstentions | Abstentions          | Abstentions | Abstentions | 3 105        | 48,90        | 3 212       | 50,58       |
| Votants     | Votants              | Votants     | Votants     | 3 245        | 51,10        | 3 138       | 49,42       |
| Blancs      | Blancs               | Blancs      | Blancs      | 114          | 3,51         | 168         | 2,65        |
| Nuls        | Nuls                 | Nuls        | Nuls        | 70           | 2,16         | 131         | 2,06        |
| Exprimés    | Exprimés             | Exprimés    | Exprimés    | 3 061        | 94,33        | 2 839       | 90,47       |

### Canton de Bastia-2
| Candidats   | Candidats         | Partis      | Partis      | Premier tour | Premier tour |
| Candidats   | Candidats         | Partis      | Partis      | Voix         | %            |
| ----------- | ----------------- | ----------- | ----------- | ------------ | ------------ |
| 1           | Daniele Belgodère |             | FG          | 787          | 29,38        |
| 1           | Ange Rovère       |             | FG          | 787          | 29,38        |
| 2           | Anne Avenoso      |             | FC          | 1 492        | 55,69        |
| 2           | Jean-Louis Milani |             | UMP         | 1 492        | 55,69        |
| 3           | Éric Simoni       |             | CL          | 400          | 14,93        |
| 3           | Léa Stagnara      |             | CL          | 400          | 14,93        |
|             |                   |             |             |              |              |
| Inscrits    | Inscrits          | Inscrits    | Inscrits    | 5 927        | 100,00       |
| Abstentions | Abstentions       | Abstentions | Abstentions | 3 015        | 50,87        |
| Votants     | Votants           | Votants     | Votants     | 2 912        | 49,13        |
| Blancs      | Blancs            | Blancs      | Blancs      | 99           | 3,40         |
| Nuls        | Nuls              | Nuls        | Nuls        | 134          | 4,60         |
| Exprimés    | Exprimés          | Exprimés    | Exprimés    | 2 679        | 92,00        |

### Canton de Bastia-3
| Candidats            | Candidats             | Partis      | Partis      | Premier tour | Premier tour | Second tour | Second tour |
| Candidats            | Candidats             | Partis      | Partis      | Voix         | %            | Voix        | %           |
| -------------------- | --------------------- | ----------- | ----------- | ------------ | ------------ | ----------- | ----------- |
| 1                    | Chantal Anziani       |             | FN          | 499          | 16,53        |             |             |
| 1                    | Marc Cerf             |             | FN          | 499          | 16,53        |             |             |
| 2                    | Joseph Martelli*      |             | PRG         | 1 033        | 34,23        | 1 713       | 48,08       |
| 2                    | Anne-Marie Piacentini |             | PRG         | 1 033        | 34,23        | 1 713       | 48,08       |
| 3                    | René Andreucetti      |             | CL          | 185          | 6,13         |             |             |
| 3                    | Culomba Sicurani      |             | CL          | 185          | 6,13         |             |             |
| 4                    | Joseph Gandolfi       |             | FC          | 1 099        | 36,41        | 1 850       | 51,92       |
| 4                    | Marie-Claire Poggi    |             | MCD         | 1 099        | 36,41        | 1 850       | 51,92       |
| 5                    | Joseph Agostini       |             | FG          | 202          | 6,69         |             |             |
| 5                    | Marie-Ange Moracchini |             | FG          | 202          | 6,69         |             |             |
|                      |                       |             |             |              |              |             |             |
| Inscrits             | Inscrits              | Inscrits    | Inscrits    | 6 611        | 100,00       | 6 609       | 100,00      |
| Abstentions          | Abstentions           | Abstentions | Abstentions | 3 476        | 52,58        | 2 806       | 42,46       |
| Votants              | Votants               | Votants     | Votants     | 3 135        | 47,42        | 3 803       | 57,54       |
| Blancs               | Blancs                | Blancs      | Blancs      | 63           | 2,01         | 127         | 1,92        |
| Nuls                 | Nuls                  | Nuls        | Nuls        | 54           | 1,72         | 113         | 1,71        |
| Exprimés             | Exprimés              | Exprimés    | Exprimés    | 3 018        | 96,27        | 3 563       | 93,69       |
| * conseiller sortant |                       |             |             |              |              |             |             |

### Canton de Bastia-4
| Candidats   | Candidats                | Partis      | Partis      | Premier tour | Premier tour | Second tour | Second tour |
| Candidats   | Candidats                | Partis      | Partis      | Voix         | %            | Voix        | %           |
| ----------- | ------------------------ | ----------- | ----------- | ------------ | ------------ | ----------- | ----------- |
| 1           | François-Jacques Bozzano |             | PRG         | 419          | 10,26        |             |             |
| 1           | Marie-Paule Houdemer     |             | PRG         | 419          | 10,26        |             |             |
| 2           | Louis Tomei              |             | FG          | 261          | 6,39         |             |             |
| 2           | Dominique Torre          |             | FG          | 261          | 6,39         |             |             |
| 3           | Élisabeth Fratacci Poggi |             | FC          | 745          | 18,25        | 1 282       | 34,05       |
| 3           | Pierre Pieri             |             | PS          | 745          | 18,25        | 1 282       | 34,05       |
| 4           | Claudine Alfano          |             | CL          | 261          | 6,39         |             |             |
| 4           | Joseph Bonavita          |             | CL          | 261          | 6,39         |             |             |
| 5           | Coralie Pruneta-Leca     |             | DVG         | 1 680        | 41,16        | 2 483       | 65,95       |
| 5           | Michel Simonpietri       |             | DVG         | 1 680        | 41,16        | 2 483       | 65,95       |
| 6           | Michel Bruschini         |             | FN          | 716          | 17,54        |             |             |
| 6           | Marie-Jeanne Neimari     |             | FN          | 716          | 17,54        |             |             |
|             |                          |             |             |              |              |             |             |
| Inscrits    | Inscrits                 | Inscrits    | Inscrits    | 8 312        | 100,00       | 8 312       | 100,00      |
| Abstentions | Abstentions              | Abstentions | Abstentions | 4 062        | 48,87        | 4 198       | 50,51       |
| Votants     | Votants                  | Votants     | Votants     | 4 250        | 51,13        | 4 114       | 49,49       |
| Blancs      | Blancs                   | Blancs      | Blancs      | 71           | 1,67         | 202         | 2,43        |
| Nuls        | Nuls                     | Nuls        | Nuls        | 97           | 2,28         | 147         | 1,77        |
| Exprimés    | Exprimés                 | Exprimés    | Exprimés    | 4 082        | 96,05        | 3 765       | 91,52       |

### Canton de Biguglia-Nebbio
| Candidats            | Candidats            | Partis      | Partis      | Premier tour | Premier tour | Second tour | Second tour |
| Candidats            | Candidats            | Partis      | Partis      | Voix         | %            | Voix        | %           |
| -------------------- | -------------------- | ----------- | ----------- | ------------ | ------------ | ----------- | ----------- |
| 1                    | Éric Luciani         |             | FG          | 625          | 13,12        |             |             |
| 1                    | Josette Risterucci   |             | FG          | 625          | 13,12        |             |             |
| 2                    | Claude Flori*        |             | DVD         | 2 021        | 42,42        |             |             |
| 2                    | Marie-Hélène Nannini |             | DVD         | 2 021        | 42,42        |             |             |
| 3                    | Muriel Beltran       |             | UMP         | 2 118        | 44,46        | 3 004       | 100,00      |
| 3                    | Claudy Olmeta*       |             | UMP         | 2 118        | 44,46        | 3 004       | 100,00      |
|                      |                      |             |             |              |              |             |             |
| Inscrits             | Inscrits             | Inscrits    | Inscrits    | 9 994        | 100,00       | 9 994       | 100,00      |
| Abstentions          | Abstentions          | Abstentions | Abstentions | 4 940        | 49,43        | 6 596       | 66          |
| Votants              | Votants              | Votants     | Votants     | 5 054        | 50,57        | 3 398       | 34          |
| Blancs               | Blancs               | Blancs      | Blancs      | 145          | 2,87         | 256         | 7,53        |
| Nuls                 | Nuls                 | Nuls        | Nuls        | 145          | 2,87         | 138         | 4,06        |
| Exprimés             | Exprimés             | Exprimés    | Exprimés    | 4 764        | 94,26        | 3 004       | 88,40       |
| * conseiller sortant |                      |             |             |              |              |             |             |

### Canton de Borgo
| Candidats            | Candidats             | Partis      | Partis      | Premier tour | Premier tour |
| Candidats            | Candidats             | Partis      | Partis      | Voix         | %            |
| -------------------- | --------------------- | ----------- | ----------- | ------------ | ------------ |
| 1                    | Tony Cardi            |             | FN          | 586          | 17,11        |
| 1                    | Denise-Gracieuse Leca |             | FN          | 586          | 17,11        |
| 2                    | Jean Dominici*        |             | DVD         | 2 643        | 77,19        |
| 2                    | Charlotte Terrighi    |             | DVD         | 2 643        | 77,19        |
| 3                    | Charles Casabianca    |             | FG          | 195          | 5,70         |
| 3                    | Nicole Gmeiner        |             | FG          | 195          | 5,70         |
|                      |                       |             |             |              |              |
| Inscrits             | Inscrits              | Inscrits    | Inscrits    | 7 744        | 100,00       |
| Abstentions          | Abstentions           | Abstentions | Abstentions | 4 249        | 54,87        |
| Votants              | Votants               | Votants     | Votants     | 3 495        | 45,13        |
| Blancs               | Blancs                | Blancs      | Blancs      | 71           | 2,03         |
| Nuls                 | Nuls                  | Nuls        | Nuls        | 0            | 0,00         |
| Exprimés             | Exprimés              | Exprimés    | Exprimés    | 3 424        | 97,97        |
| * conseiller sortant |                       |             |             |              |              |

### Canton de Calvi
| Candidats            | Candidats                    | Partis      | Partis      | Premier tour | Premier tour |
| Candidats            | Candidats                    | Partis      | Partis      | Voix         | %            |
| -------------------- | ---------------------------- | ----------- | ----------- | ------------ | ------------ |
| 1                    | Marie Siméoni                |             | CL          | 806          | 15,01        |
| 1                    | Jean-Charles Villanova       |             | CL          | 806          | 15,01        |
| 2                    | Anthony Escobar Zannini      |             | FN          | 681          | 12,69        |
| 2                    | Martine Fontaine Sumian      |             | FN          | 681          | 12,69        |
| 3                    | Jean-Toussaint Guglielmacci* |             | SE          | 3 881        | 72,30        |
| 3                    | Élisabeth Santelli           |             | SE          | 3 881        | 72,30        |
|                      |                              |             |             |              |              |
| Inscrits             | Inscrits                     | Inscrits    | Inscrits    | 9 082        | 100,00       |
| Abstentions          | Abstentions                  | Abstentions | Abstentions | 3 556        | 39,15        |
| Votants              | Votants                      | Votants     | Votants     | 5 526        | 60,85        |
| Blancs               | Blancs                       | Blancs      | Blancs      | 81           | 1,47         |
| Nuls                 | Nuls                         | Nuls        | Nuls        | 77           | 1,39         |
| Exprimés             | Exprimés                     | Exprimés    | Exprimés    | 5 368        | 97,14        |
| * conseiller sortant |                              |             |             |              |              |

### Canton du Cap Corse
| Candidats            | Candidats               | Partis      | Partis      | Premier tour | Premier tour | Second tour | Second tour |
| Candidats            | Candidats               | Partis      | Partis      | Voix         | %            | Voix        | %           |
| -------------------- | ----------------------- | ----------- | ----------- | ------------ | ------------ | ----------- | ----------- |
| 1                    | Sébastien Quenot        |             | CL          | 664          | 9,57         |             |             |
| 1                    | Paula Susini            |             | CL          | 664          | 9,57         |             |             |
| 2                    | Jean-Jacques Padovani*  |             | DVG         | 2 941        | 42,37        | 3 846       | 47,96       |
| 2                    | Danielle Vincent        |             | DVG         | 2 941        | 42,37        | 3 846       | 47,96       |
| 3                    | François Orlandi*       |             | PRG         | 2 872        | 41,38        | 4 174       | 52,04       |
| 3                    | Sylvie Retali-Aandreani |             | PRG         | 2 872        | 41,38        | 4 174       | 52,04       |
| 4                    | Julie Boccheciampe      |             | FG          | 464          | 6,68         |             |             |
| 4                    | Michel Stefani          |             | FG          | 464          | 6,68         |             |             |
|                      |                         |             |             |              |              |             |             |
| Inscrits             | Inscrits                | Inscrits    | Inscrits    | 11 216       | 100,00       | 11 216      | 100,00      |
| Abstentions          | Abstentions             | Abstentions | Abstentions | 4 000        | 35,66        | 2 850       | 25,41       |
| Votants              | Votants                 | Votants     | Votants     | 7 216        | 64,34        | 8 366       | 74,59       |
| Blancs               | Blancs                  | Blancs      | Blancs      | 165          | 2,29         | 211         | 1,88        |
| Nuls                 | Nuls                    | Nuls        | Nuls        | 110          | 1,52         | 135         | 1,20        |
| Exprimés             | Exprimés                | Exprimés    | Exprimés    | 6 941        | 96,19        | 8 020       | 95,86       |
| * conseiller sortant |                         |             |             |              |              |             |             |

### Canton de Casinca-Fiumalto
| Candidats   | Candidats           | Partis      | Partis      | Premier tour | Premier tour |
| Candidats   | Candidats           | Partis      | Partis      | Voix         | %            |
| ----------- | ------------------- | ----------- | ----------- | ------------ | ------------ |
| 1           | Yannick Castelli    |             | PRG         | 3 119        | 79,99        |
| 1           | Michèle Vincentelli |             | PRG         | 3 119        | 79,99        |
| 2           | Marie-Jeanne Fedi   |             | PCF         | 780          | 20,01        |
| 2           | Pierre Mariini      |             | PCF         | 780          | 20,01        |
|             |                     |             |             |              |              |
| Inscrits    | Inscrits            | Inscrits    | Inscrits    | 9 097        | 100,00       |
| Abstentions | Abstentions         | Abstentions | Abstentions | 4 788        | 52,63        |
| Votants     | Votants             | Votants     | Votants     | 4 309        | 47,37        |
| Blancs      | Blancs              | Blancs      | Blancs      | 293          | 6,80         |
| Nuls        | Nuls                | Nuls        | Nuls        | 117          | 2,72         |
| Exprimés    | Exprimés            | Exprimés    | Exprimés    | 3 899        | 90,49        |

### Canton de Castagniccia
| Candidats   | Candidats                   | Partis      | Partis      | Premier tour | Premier tour |
| Candidats   | Candidats                   | Partis      | Partis      | Voix         | %            |
| ----------- | --------------------------- | ----------- | ----------- | ------------ | ------------ |
| 1           | Émilie Albertini-Franceschi |             | PRG         | 3 645        | 100,00       |
| 1           | Marc-Antoine Nicolaï        |             | PRG         | 3 645        | 100,00       |
|             |                             |             |             |              |              |
| Inscrits    | Inscrits                    | Inscrits    | Inscrits    | 8 548        | 100,00       |
| Abstentions | Abstentions                 | Abstentions | Abstentions | 4 480        | 52,41        |
| Votants     | Votants                     | Votants     | Votants     | 4 068        | 47,59        |
| Blancs      | Blancs                      | Blancs      | Blancs      | 334          | 8,21         |
| Nuls        | Nuls                        | Nuls        | Nuls        | 89           | 2,19         |
| Exprimés    | Exprimés                    | Exprimés    | Exprimés    | 3 645        | 89,60        |

### Canton de Corte
| Candidats            | Candidats                | Partis      | Partis      | Premier tour | Premier tour |
| Candidats            | Candidats                | Partis      | Partis      | Voix         | %            |
| -------------------- | ------------------------ | ----------- | ----------- | ------------ | ------------ |
| 1                    | Pierre Ghionga*          |             | DVG         | 1 665        | 67,03        |
| 1                    | Marie-Xavière Perfettini |             | DVG         | 1 665        | 67,03        |
| 2                    | Maria-Dumenica Cesari    |             | CL          | 562          | 22,62        |
| 2                    | Petr-Antone Tomasi       |             | CL          | 562          | 22,62        |
| 3                    | Marie-Thérèse Hurot      |             | PCF         | 257          | 10,35        |
| 3                    | Jean-Marc Penciolelli    |             | PCF         | 257          | 10,35        |
|                      |                          |             |             |              |              |
| Inscrits             | Inscrits                 | Inscrits    | Inscrits    | 5 653        | 100,00       |
| Abstentions          | Abstentions              | Abstentions | Abstentions | 2 807        | 49,66        |
| Votants              | Votants                  | Votants     | Votants     | 2 846        | 50,34        |
| Blancs               | Blancs                   | Blancs      | Blancs      | 191          | 6,71         |
| Nuls                 | Nuls                     | Nuls        | Nuls        | 171          | 6,01         |
| Exprimés             | Exprimés                 | Exprimés    | Exprimés    | 2 484        | 87,28        |
| * conseiller sortant |                          |             |             |              |              |

### Canton de Fiumorbo-Castello
| Candidats            | Candidats                   | Partis      | Partis      | Premier tour | Premier tour | Second tour | Second tour |
| Candidats            | Candidats                   | Partis      | Partis      | Voix         | %            | Voix        | %           |
| -------------------- | --------------------------- | ----------- | ----------- | ------------ | ------------ | ----------- | ----------- |
| 1                    | Angèle Manfredi             |             | UMP         | 2 141        | 37,85        | 2 864       | 48,06       |
| 1                    | François Tibéri             |             | PS          | 2 141        | 37,85        | 2 864       | 48,06       |
| 2                    | Marinette Filippi           |             | DVG         | 2 544        | 44,98        | 3 095       | 51,94       |
| 2                    | Pierre Siméon de Buochberg* |             | DVD         | 2 544        | 44,98        | 3 095       | 51,94       |
| 3                    | François Benedetti          |             | CL          | 971          | 17,17        |             |             |
| 3                    | Ghjulia-Maria Paolini       |             | CL          | 971          | 17,17        |             |             |
|                      |                             |             |             |              |              |             |             |
| Inscrits             | Inscrits                    | Inscrits    | Inscrits    | 7 994        | 100,00       | 7 990       | 100,00      |
| Abstentions          | Abstentions                 | Abstentions | Abstentions | 2 228        | 27,87        | 1 857       | 23,24       |
| Votants              | Votants                     | Votants     | Votants     | 5 766        | 72,13        | 6 133       | 76,76       |
| Blancs               | Blancs                      | Blancs      | Blancs      | 74           | 1,28         | 106         | 1,11        |
| Nuls                 | Nuls                        | Nuls        | Nuls        | 36           | 0,62         | 68          | 1,73        |
| Exprimés             | Exprimés                    | Exprimés    | Exprimés    | 5 656        | 98,09        | 5 959       | 97,16       |
| * conseiller sortant |                             |             |             |              |              |             |             |

### Canton de Ghisonaccia
| Candidats            | Candidats               | Partis      | Partis      | Premier tour | Premier tour |
| Candidats            | Candidats               | Partis      | Partis      | Voix         | %            |
| -------------------- | ----------------------- | ----------- | ----------- | ------------ | ------------ |
| 1                    | Claude Gery-Frioud      |             | FN          | 399          | 10,78        |
| 1                    | Valérie Scaps           |             | FN          | 399          | 10,78        |
| 2                    | Francis Giudici*        |             | PRG         | 3 103        | 83,86        |
| 2                    | Marie-Ange Pergola      |             | DVG         | 3 103        | 83,86        |
| 3                    | Jean Manenti            |             | FG          | 198          | 5,35         |
| 3                    | Marie-Toussainte Romani |             | FG          | 198          | 5,35         |
|                      |                         |             |             |              |              |
| Inscrits             | Inscrits                | Inscrits    | Inscrits    | 6 778        | 100,00       |
| Abstentions          | Abstentions             | Abstentions | Abstentions | 2 919        | 43,07        |
| Votants              | Votants                 | Votants     | Votants     | 3 859        | 56,93        |
| Blancs               | Blancs                  | Blancs      | Blancs      | 132          | 3,42         |
| Nuls                 | Nuls                    | Nuls        | Nuls        | 27           | 0,70         |
| Exprimés             | Exprimés                | Exprimés    | Exprimés    | 3 700        | 95,88        |
| * conseiller sortant |                         |             |             |              |              |

### Canton de Golo-Morosaglia
| Candidats            | Candidats                   | Partis      | Partis      | Premier tour | Premier tour | Second tour | Second tour |
| Candidats            | Candidats                   | Partis      | Partis      | Voix         | %            | Voix        | %           |
| -------------------- | --------------------------- | ----------- | ----------- | ------------ | ------------ | ----------- | ----------- |
| 1                    | Catherine Cognetti-Turchini |             | DVG         | 2 627        | 37,15        | 3 423       | 45,19       |
| 1                    | Jean-Marie Vecchioni*       |             | DVG         | 2 627        | 37,15        | 3 423       | 45,19       |
| 2                    | Vanessa Buttafoco-Martelli  |             | UMP         | 1 613        | 22,81        | 1 606       | 21,20       |
| 2                    | Jean-Baptiste Castellani*   |             | UMP         | 1 613        | 22,81        | 1 606       | 21,20       |
| 3                    | Jacques Costa*              |             | PRG         | 2 247        | 31,78        | 2 546       | 33,61       |
| 3                    | Suzanne Giustiniani         |             | PRG         | 2 247        | 31,78        | 2 546       | 33,61       |
| 4                    | Josepha Geronimi            |             | CL          | 584          | 8,26         |             |             |
| 4                    | François Sargentini         |             | CL          | 584          | 8,26         |             |             |
|                      |                             |             |             |              |              |             |             |
| Inscrits             | Inscrits                    | Inscrits    | Inscrits    | 10 679       | 100,00       | 10682       | 100,00      |
| Abstentions          | Abstentions                 | Abstentions | Abstentions | 3 410        | 31,93        | 2958        | 27,69       |
| Votants              | Votants                     | Votants     | Votants     | 7 269        | 68,07        | 7724        | 72,31       |
| Blancs               | Blancs                      | Blancs      | Blancs      | 154          | 2,12         | 111         | 1,44        |
| Nuls                 | Nuls                        | Nuls        | Nuls        | 44           | 0,61         | 38          | 0,49        |
| Exprimés             | Exprimés                    | Exprimés    | Exprimés    | 7 071        | 97,28        | 7575        | 98,07       |
| * conseiller sortant |                             |             |             |              |              |             |             |

### Canton de L'Île-Rousse
| Candidats            | Candidats                  | Partis      | Partis      | Premier tour | Premier tour |
| Candidats            | Candidats                  | Partis      | Partis      | Voix         | %            |
| -------------------- | -------------------------- | ----------- | ----------- | ------------ | ------------ |
| 1                    | Pierre-Marie Mancini*      |             | DVG         | 3 301        | 54,26        |
| 1                    | Antoinette Salducci        |             | DVG         | 3 301        | 54,26        |
| 2                    | Angèle Bastiani            |             | PS          | 2 392        | 39,32        |
| 2                    | Hyacinthe Mattei*          |             | PS          | 2 392        | 39,32        |
| 3                    | Bernadette Jacob dit Luzie |             | FN          | 391          | 6,43         |
| 3                    | Antoine Leca               |             | FN          | 391          | 6,43         |
|                      |                            |             |             |              |              |
| Inscrits             | Inscrits                   | Inscrits    | Inscrits    | 8 064        | 100,00       |
| Abstentions          | Abstentions                | Abstentions | Abstentions | 1 828        | 22,67        |
| Votants              | Votants                    | Votants     | Votants     | 6 236        | 77,33        |
| Blancs               | Blancs                     | Blancs      | Blancs      | 133          | 2,13         |
| Nuls                 | Nuls                       | Nuls        | Nuls        | 19           | 0,30         |
| Exprimés             | Exprimés                   | Exprimés    | Exprimés    | 6 084        | 97,56        |
| * conseiller sortant |                            |             |             |              |              |